# Täljning

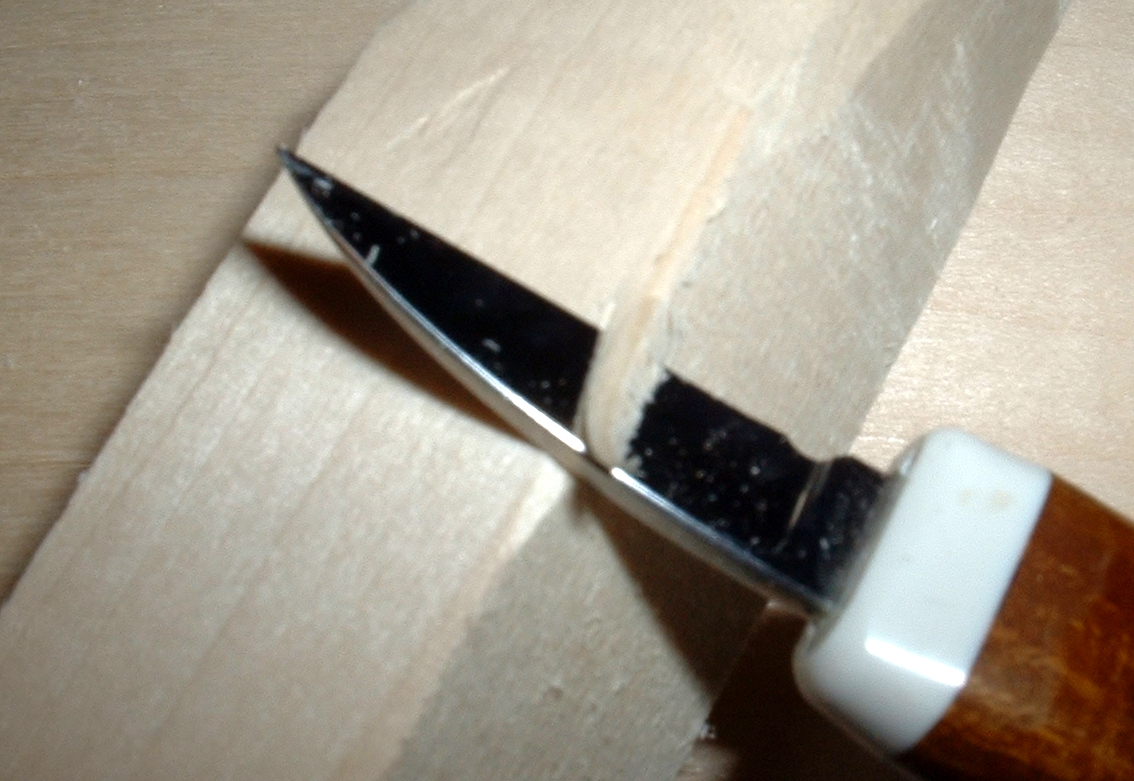
Täljning för att skapa en rundad kant.

Täljning  är en manuell metod att forma trä. Täljning sker oftast på frihand och utan anhåll med kniv eller yxa som vanligaste verktyg. En speciell form av kniv med knivbladet böjt i båge kallas skedkniv. I vissa situationer kan stämjärn användas. Vid täljning med yxa (oftast grovbearbetning av ett ämne) används huggkubbe som mothåll. Vid täljning med kniv kan också en s.k. täljhäst användas som anhåll. Ett antal varianter för täljning finns vilka kan sammanfattas i:
- täljning med kniv ut från kroppen
- täljning med kniv in mot och med kroppen som mothåll
- täljning med kniv med tummen på knivhanden eller på ämneshanden som mothåll

Täljning sker i rät eller sned vinkel mot ämnet och oftast låter man eggen glida i sidled från knivhandtaget mot knivspetsen. Täljning utförs normalt i medträ i fiberriktningen och i ändträ. Vid täljning med skedkniv täljer man dock tvärs fiberriktningen. Vid täljning är det viktigt ur effektivitets- och säkerhetssynpunkt att verktyget är välslipat.
Täljning som verksamhet har funnits så länge det funnits knivar, d.v.s. sedan stenåldern. Kunskap om täljning har varit nödvändig för varje man, kvinna och barn vid tillverkning av bruksföremål och prydnadsföremål till exempel:
- grenklykor att trä upp fångad fisk på eller som klädkrokar
- tändved
- sälgpipor och sälgflöjtar
- räfsor och räfspinnar
- selpinnar till hästvagnar
- smörknivar, skedar och slevar
- skäktknivar för skäktning
- trägubbar, träskulpturer och ornament.